# ループジャンプ

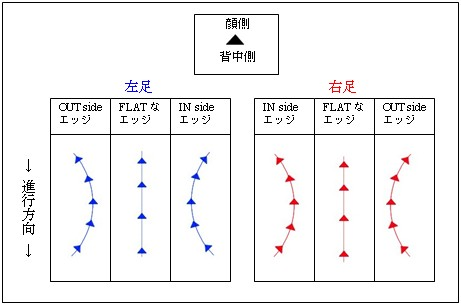
図1:エッジと進み方

ループジャンプ（Loop jump）は、フィギュアスケートにおけるジャンプの種類のひとつ。単にループとも、考案者の名を取ってリットベルガーとも呼ばれる。

## 解説
LOOP ループジャンプ(Loop、略記：Lo) <難易度：中>
ジャンプ直前の腰掛け姿勢がチェックポイント
右足踏み切りで、トウを使わないジャンプがループジャンプである。
右足外側のエッジで滑りながら、左足を少し前に出して、滑ってきた勢いを使って踏み切る。跳ぶ瞬間に、イスに腰掛けたような格好になるのが特徴。
最後に紹介するトウループジャンプも同じように右足外側エッジに乗って跳ぶが、トウループはフリーレッグのトウを氷につくので判別は容易であるだろう。
比較的難度の低いループジャンプは、トウループと同じくコンビネーションジャンプの2番目に跳ばれることが多いジャンプでもある。ただし、着氷した右足でトウピックの助けなしに再び跳び上がらなければならないため、トウループよりも難しいとされている。

## 基礎点･難易度･GOE
<高難度                 ※4Aが最高の高難度
```
 4T< 4S < 
4Lo
 < 4F < 4Lz < 4A  
```

<高難度         ※基礎点(base)
```
 9.50< 9.70< 
10.50

< 11.00< 11.50 < 12.50  
```

基礎点 10.50
sov(価値尺度)
GOE加点
GOE+1   (+10%)  1.05  
GOE+2   (+20%)  2.10
GOE+3   (+30%)  3.15
GOE+4   (+40%)  4.20
GOE+5   (+50%)  5.25
GOE減点
GOE-1    (-10%)  -1.05  
GOE-2    (-20%)  -2.10
GOE-3    (-30%)  -3.15
GOE-4    (-40%)  -4.20
GOE-5    (-50%)  -5.25

※国際スケート連盟コミュニケーション第 2168 号
2018-2019 シーズンにおける価値尺度(SOV)，難度レベル(LOD)，GOE 採点のガイドラインより。

## 歴史
1910年にドイツのヴェルナー・リットベルガーが初めて跳んだのが始まりとされている。そのため、欧州ではループではなくリットベルガーと呼ばれることが多い。
1925年にはオーストリアのカール・シェーファーが2回転ループジャンプに成功した。
1952年、アメリカのディック・バトンが3回転ループジャンプに成功し、1968年ガブリエル・ザイフェルトが女子選手として初めて3回転ループジャンプに成功した。
2016年9月、日本の羽生結弦が4回転ループジャンプに初めて成功した。
2023年4月時点で、ISU公認国際大会で4回転ループジャンプを成功させている選手は、男子では羽生結弦、宇野昌磨、鍵山優真、ネイサン・チェン、ダニエル・グラスル、アレクセイ・クラスノジョン、マカール・イグナトフ、マッテオ・リッツォ、イリヤ・ヤブロコフ。女子はまだいない。